# Abdul Hamid I.
Abdulhamid I., Abdul Hamid I. ali Abd Al-Hamid I. (osmansko turško عبد الحميد اول‎, `Abdü’l-Ḥamīd-i evvel, turško Birinci Abdülhami), je bil 27. sultan Osmanskega cesarstva, ki je vladal od leta 1774 do 1789, * 20. marec 1725, Palača Topkapi, Konstantinopel, Osmansko cesarstvo  † 7. april 1789, Konstantinopel, Osmansko cesarstvo.

## Zgodnja leta
Abdul Hamid je bil mlajši sin sultana Ahmeda III. (vladal 1703–1730) in njegove žene Šermi Kadin. Ahmed III. je leta 1730 odstopil v korist svojega nečaka Mahmuda I., katerega je nasledil brat Osman III., njega pa Ahmedov najstarejši sin Mustafa III. Abdul Hamida so po osmanskih običajih kot mogočega naslednika osmanskega prestola skupaj s starejšim bratom in bratranci zaprli v kafes, kjer je ostal do leta 1767. V mladosti je od matere Rabije Šermi dobil prva znanja iz zgodovine in kaligrafije.

## Vladanje

### Prihod na prestol
Na dan smrti Mustafe III. 21. januarja 1774 so na slovesnosti v dvorni palači Abdul Hamida razglasili za njegovega naslednika. Novi sultan je naslednji dan poslal na fronto pismo velikemu vezirju in poveljniku osmanske vojske  Muhsinzade Mehmed Paši z obvestilom, naj nadaljuje svoje naloge. Rusko-turška vojna se je nadaljevala, čeprav je v Carigradu primanjkovalo hrane.

### Vladanje
Abdul Hamid je zaradi dolgoletnega zapora postal brezbrižen do državnih zadev in dovzeten za načrte svojih svetovalcev. Bil je zelo veren in po značaju pacifist. Denar iz državne blagajne je raje doniral kot dajal janičarskemu korpusu. Janičarjem je jasno povedal, da  "v državni zakladnici ni več denarja za častna darila, ker se morajo sinovi vseh naših vojakov šolati". 
Abdul Hamid se je lotil reformiranja cesarske vojske. Oštevilčil je janičarske enote in jih poskušal posodobiti. Posodobljeti je začel tudi osmansko vojno mornarico in ustanovil nove topniške enote in Cesarsko šolo za pomorsko inženirstvo.
Poskušal je utrditi osmansko oblast v Siriji, Egiptu in Iraku, vendar skromni uspehi proti upornikom v Siriji in Moreji niso mogli nadomestiti izgub na Krimu, ki je bil od leta 1774 uradno neodvisen, v praksi pa je bil pod rusko oblastjo.
Rusija je izkoriščala svoj položaj zaščitnika pravoslavnih vernikov v Osmanskem cesarstvu in se zato stalno vtikala v notranje zadeve cesarstva. Osmansko cesarstvo je leta 1787 Rusiji napovedalo vojno. Rusiji se je kmalu pridružila Avstrija. Osmanska vojska se je sprva dobro držala, po ruski osvojitvi Očakova in poboju vsek meščanov 6. decembra 1788 pa se je sultan od žalosti zlomil in štiri mesece kasneje umrl. 
Abdul Hamid I. je kljub spodrsljajem veljal za najbolj prijaznega osmanskega sultana. Med požarom v Konstantinoplu leta 1782 je osebno poveljeval gasilski brigadi. Občudovali so ga tudi zaradi njegove vernosti in ga naslavljali z Veli (Sveti). Načrtoval je tudi reformo policije, skrbno nadziral delovanje vlade in deloval kot državnik. 
Po žalostnem koncu vojne z Rusi se je posvetil notranjim zadevam. Preko alžirskega Gazi Hasan Paše je poskušal zatreti upore in preko Silahdar Sejjid Mehmed Paše  (karavezir) in Halil Hamid Paše izvesti načrtovane reforme. V Siriji je zatrl upor Zahirja al-Omarja, ki je izkoristil zmedo v Osmanskem cesarstvu med vojno z Rusi leta 1768 in dobil podporo ruske sredozemske flote. Leta 1774 je zatrl tudi Kolemenov upor v Egptu. Zmeda na Peloponezu se je končala in stanje se je umirilo. V vseh teh dogodkih sta pomembno vlogo igrala kaptan ıderyâ Gazi Hasan Paša in Cezar Ahmed Paša.

### Kučukkajnarški mirovni sporazum
Osmansko cesarstvo je bilo kljub miroljubnim težnjam prisiljeno nadaljevati pravkar končano vojno z Rusijo, ki se je končala s popolnim porazom v bitki pri Kozludži in ponižujočim Kučukkajnarškim mirovnim sporazumom, sklenjenim 21. julija 1774. Osmansko cesarstvo je moralo prepustiti Rusiji veliko ozemlje in dovoliti ruske intervencije v imenu pravoslavnega prebivalstva Osmanskega cesarstva. Rusija je v Carigradu ustanovila svoje veleposlaništvo, izsilila veleposlanikovo prisotnost na vseh osmanskih državnih slovesnostih, prosto plovbo ruskih ladij skozi Bospor in Dardanele in nedotakljivost ruskih poslanikov. Anglija in Francija sta dobili pravico do trgovanja pod posebno ugodnimi pogoji v Carigradu in drugih osmanskih pristaniščih. Rusija je dobila pravico do izgradnje pravoslavne cerkve v carigrajski četrti Galata. Cerkev bi morala biti odprta za javnost in pod posebno zaščito ruskega ambasadorja v Carigradu. 

## Odnosi s Tipu Sultanom
Leta 1789 je Tipu Sultan, vladar Misorskega sultanata, poslal k Abdul Hamidu delegacijo s prošnjo za pomoč proti britanski Vzhodnoindijski družbi in prelagal napadalno-obrambno zavezništvo. Abdul Hamid je misorskim poslancem odgovoril, da je cesarstvo že vpleteno v izčrpavajočo vojno z Rusijo in Avstrijo in zato ne more pomagati. 

## Zasebno življenje
Abdul Hamid I. je bil zelo ponižen in veren mož. Rad je imel svoje otroke in družino in preživljel poletne mesece s svojii ženami, hšerkami in sinovo v Karaağaçu v Bešiktašu. Njegovo hčerka Esma Sultan se je rada izborno oblačila, zabavala in potovala in bila zgled carigrajskim gospem.

## Arhitektura
Abdul Hamid I. je zapustil veliko arhitekturnih stvaritev, največ v Carigradu. V sedanji carigrajski četrti Sirkeči je kot nadarbino leta 1777 zgradil fontano, osnovno šolo, medreso in ob njej knjižnico. Knjige iz te knjižnice so zdaj v knjižnici mošeje Sulejmanije. V medresi je zdaj borza. Med gradnjo so fontano podrli in jo znova postavili na vogalu mošeje Zejnep Sultan nasproti parka Gülhane. Zgradil je tudi več drugih mošej in fontan in obnovil več starih.

## Družina

### Žene
Abdul Hamid je imel devet žen:
- Ajše Kadin[13][14] (umrla 1775, pokopana v Novi mošeji, Carigrad), prva žena[13][14]
- Ruhšah Kadin ali El-Hadže Hatidže[13][14] (umrla 1808, pokopana v grobnici Abdula Hamida I.), druga žena → prva žena [15][16]
- Humašah Kadin[13][14] (umrla 1778, pokopana v Novi mošeji, Carigrad), tretja žena →  druga žena[17]
- Sineperver Sultan (umrla 11. decembra  1828, pokopana v mošeji Ejub Sultan)[15] četrta žena → tretja žena → druga žena[18][19]
- Binaz Kadin[20] (umrla junija 1823, pokopana v grobnici Abdula Hamida I.), peta žena → četrta žena → tretja žena[21]
- Mehtabe Kadin, peta žena → četrta žena[15][22]
- Mutebere Kadin (umrla 16. maja 1837,[13] pokopana v grobnici Abdul Hamida I.),[23] šesta žena → peta žena[24]
- Šebsefa Kadin[13][14] (umrla 1805, pokopana v mošeji Šebsefe Kadin, Eminönü, Carigrad), šesta žena[15]
- Nakšidil Sultan[15]  (umrla 22. avgusta 1817, pokopana v mošeji Nakšidil Sultan, Fatih, Carigrad), sedma žena;[25] legenda pravi, da je bila Aimée du Buc de Rivéry, daljna sorodnica Napoleonove žene, cesarice Jožefine[26]

### Sinovi
- Mustafa IV. (vladal 1807–1808) – s Sineperver[15]
- Mahmud II. (vladal 1808–1839) – z Nakšidil[15]
- Šehzade Abdulah (10. Januar 1776 – 10. januar 1776)[17]
- Šehzade Mehmed (22. avgugust 1776 – 3. februar 1781, pokopan v grobnici Abdul Hamida I.) – s Humašah[15][27]
- Šehzade Ahmed (12. december 1776 – 18. december 1778, pokopan v grobnici Abdul Hamida I.) – s Sineperver[15][28]
- Šehzade Abdurrahman (31. julij  1777 – 2. avgust 1777)[17]
- Šehzade Sulejman (13. marec 1779 – 19. januar 1786, pokopan v grobnici Abdul Hamida I.) - z Mutebere[29][30]
- Šehzade Abdulaziz (19. avgust 1779 – 19. avgust 1779) – z Ruhšah[17]
- Šehzade Mehmed Nusret (20. september 1782 – 23. oktober 1785) – s Šebsefo[31]
- Šehzade Sejfulah Murat (22. Oktober 1783 – 21. Januar 1786, pokopan v grobnici Abdul Hamida I.) - z Nakšidil[17][32]

### Hčerke
- Hatidže Sultan (12. januar 1776 – 8. november, pokopana v Novi mošeji) [33]
- Ajše Sultan (30. julij  1777 – 9. september 1777)
- Esma Sultan (16. julij 1778 – 4. Junij  1848, pokopana v grobnici Mahmuda II.) – s Sineperver,[34]  poročena s Kučuk Husein Pašo[15]
- Rabija Sultan (19. april 1780 – 28. junij 1780, pokopana v grobnici Abdul Hamida I.) [15][27]
- Ajnišah Sultan (10. julij 1780 – 28. julij 1780, pokopana v grobnici Abdul Hamida I.)[30]
- Melikšah Sultan (29. december 1780 – 1781, pokopana v grobnici Abdul Hamida I.) [30][35][32]
- Rabia Sultan (10. avgust 1781 – 3. oktober 1782, pokopana v grobnici Abdul Hamida I.) [32]
- Fatma Sultan (19. januar 1782 – 11. januar 1786, pokopana v grobnici Abdul Hamida I.) [32] - s Sineperver[17][32][35]
- Alemšah Sultan (10. november 1784 – 10. marec 1786, pokopana v grobnici Abdul Hamida I.) - s Sineperver[17][32][35]
- Saliha Sultan (28. november 1786 – 10. april 1788, pokopana v grobnici Abdul Hamida I.)  - z Nakšidil[35][36]
- Emine Sultan (4. februar 1788 – 9. marec 1791, pokopana v grobnici Abdul Hamida I.)  – s Šebsafo[17][28]
- Hibetulah Sultan (16. marec 1789 – 18. september 1841, pokopana v grobnici Mahmuda II.) – s Šebsafo[15]

### Posvojenka
Abdul Hamid je v času, ko je bil še princ, posvojil
- Durušehvar Hanim (1767-1826), poročena z Damat Ahmed Nazif Begom

## Smrt
Abdul Hamid I. je umrl v Konstantinoplu 7. aprila 1789, star 64 let. Pokopan je bil v grobnici, ki jo je zgradil sam. 

## Zanimivost
Z veliko strastjo je vzrejal arabske konje. Ena od vej kuhejlanskih arabcev se po njem imenuje Kuhejlan Abdulhamid.

## Vir
- Haskan, Mehmet Nermi (1. januar 2018). Hamîd-i Evvel Külliyesi ve Çevresi. Istanbul Ticaret Borsasi. ISBN 978-6-051-37663-9.

| Abdul Hamid I. Osmanske dinastijaRojen: 20. marec 1725 Umrl: 7. april 1789 |                                                             |                       |
| Vladarski nazivi                                                           |                                                             |                       |
| Predhodnik: Mustafa III.                                                   | Sultan Osmanskega cesarstva 21. januar 1774 – 7. april 1789 | Naslednik: Selim III. |
| Sunitski muslimanski nazivi                                                |                                                             |                       |
| Predhodnik: Mustafa III.                                                   | Kalif Osmanskega kalifata 21. januar 1774 – 7. april 1789   | Naslednik: Selim III. |